# 유럽 연합의 연방화
유럽 연합의 연방화(Federalisation of the European Union)은 국가 간의 연합인 유럽 연합을 하나의 연방 국가로 통합하는 제안이다. 아직까지 공식적인 개념은 아니지만 유럽 연합의 등장 이후부터 구체화되고 있으며 소수의 연방주의 운동가들에 의해 주장되고 있다.

## 같이 보기
- 유럽 합중국